# Церковь Христа Искупителя (Потсдам)
Церковь Христа Искупителя (нем. Erlöserkirche) — евангелическая церковь, расположенная в районе «Бранденбургские ворота» города Потсдам. Рассчитанное на 900 прихожан основное неоготическое здание — вместе с 74-метровой башней и общественными строениями вокруг — было построено в 1896—1898 годах по проекту архитекторов Готтильфа Меккеля, Фердинанда Крюгера и Артура Киктона.

## История и описание
Неоготическое здание церкви Христа Искупителя, расположенное на пересечении улиц Нансенштрассе и Мейстерсингерштрассе, было построено в период между 1896 и 1898 годами: проект новой церкви в потсдамском районе «Бранденбургские ворота» был подготовлен тремя архитекторами — Готтильфа Людвига Меккеля, Фердинанда Крюгера и Артура Киктона. Они же составили и план зданий общественного центра, прилегающего к церкви. Вместе с соседней площадью, названной в честь доктора Рудольфа Чэпе (Чапе) — на которой стоит старый лесной бук пурпуреа (лат. Fagus sylvatica f. purpurea) — церковь составляет ансамбль зданий, являющейся памятником архитектуры города.
В 1945 году, в последние дни Второй мировой войны церковь, Христа Искупителя немного пострадала от боевых действий — но была отремонтирована уже к 1947 году. В начале 1960-х годов как интерьер церкви, так и её орган были полностью отреставрированы; после этого церковь стала популярным местом проведения органных концертов — в связи с отличной акустикой здания и активностью её музыкальных руководителей. В 1989 году была начата срочная реконструкция наружные конструкций здания, способного вместить девять сотен прихожан — а постепенное восстановление исторического дизайна его интерьеров началось уже в следующем десятилетии, в 1998. К началу XXI века был полностью восстановлен алтарь.